# ريان لين
ريان لين (بالإنجليزية: Ryan Lane) هو ممثل أمريكي، ولد في 23 نوفمبر 1987 بفوليرتون في الولايات المتحدة.

## أعمال

### أفلام
- (2014) فيرونيكا مارس

## وصلات خارجية
- ريان لين على موقع IMDb (الإنجليزية)
- ريان لين على موقع ألو سيني (الفرنسية)
- ريان لين على موقع قاعدة بيانات الفيلم (الإنجليزية)
- ريان لين على موقع كينوبويسك (الروسية)